# Doller
El río Doller es un corto curso de agua que irriga el valle homónimo en Alsacia, Francia. Discurre paralelamente al río Thur. El río, con un recorrido de unos 45 km, baña las localidades de Masevaux y Sentheim antes de desembocar en el río Ill en Mulhouse. En el río existe una importante colonia de castores.
- Datos: Q1235724
- Multimedia: Doller / Q1235724